# 19-K 45mm対戦車砲

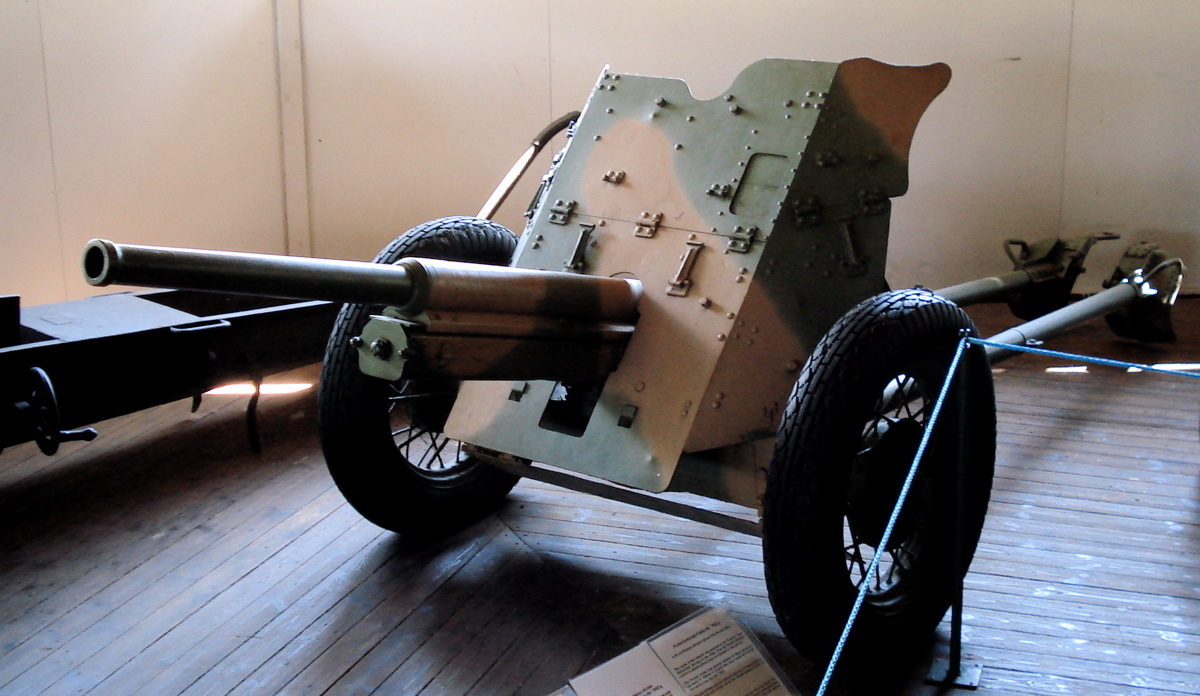
19-K 45mm対戦車砲

M1932 45mm対戦車砲(19-K)（ロシア語: 45-мм противотанковая пушка образца 1932 года (19-К)）とは、ソビエト連邦が初めて独自に開発した対戦車砲である。

## 概要
ソビエト連邦は1930年にドイツのラインメタル社が設計した3.7 cm PaK 36をライセンス生産した1-K 37mm対戦車砲を生産していたが、より強力な大口径対戦車砲を必要とした。そこで、1-K対戦車砲をスケールアップすることで開発期間を短縮しノウハウを獲得することにし、1931年に19-K対戦車砲が開発された。
19-K対戦車砲は1937年まで生産されたが、後には小改良を行った53-K 45mm対戦車砲の生産が開始されるとしだいに置き換えられていく。1941年からの大祖国戦争の序盤でドイツ軍を迎え撃ったが、III号戦車やIV号戦車の正面装甲は300m以下の近距離でなければ撃ち抜けず、専ら軽戦車や装甲車などの軽装甲車両を目標としていた。
日中戦争において、ドイツやソ連は、中国国民党軍に、他の兵器と共に、対戦車砲も供与し、日本軍は、捕獲した相当数の、ドイツの37 mm対戦車砲、ソ連の45 mm対戦車砲を、日本の歩兵砲の部品を充当して改修し、1940年10月までに再整備を終え、「ラ式（ラインメタル式）対戦車砲」（砲身の違い、サスペンションや車輪、照準器などにバリエーションがあり、甲・乙・丙と分類していた）と名付けて、準制式兵器化して、日本軍の各部隊（独立速射砲中隊）に配備した。

## スペック
- 口径：45mm
- 全長：4.26m（牽引時）
- 全幅：1.37m
- 重量：425kg（射撃時）
- 砲身長：mm（46口径）
- 生産期間：1932年~1937年
- 生産総数：8,000門以上

## 派生
- 20-K 45mm戦車砲：19-K 45mm対戦車砲の戦車搭載型